# Маркиз де Вильяманрике

Герб муниципалитета Вильяманрике-де-ла-Кондеса, провинция Севилья, автономное сообщество Андалусия.

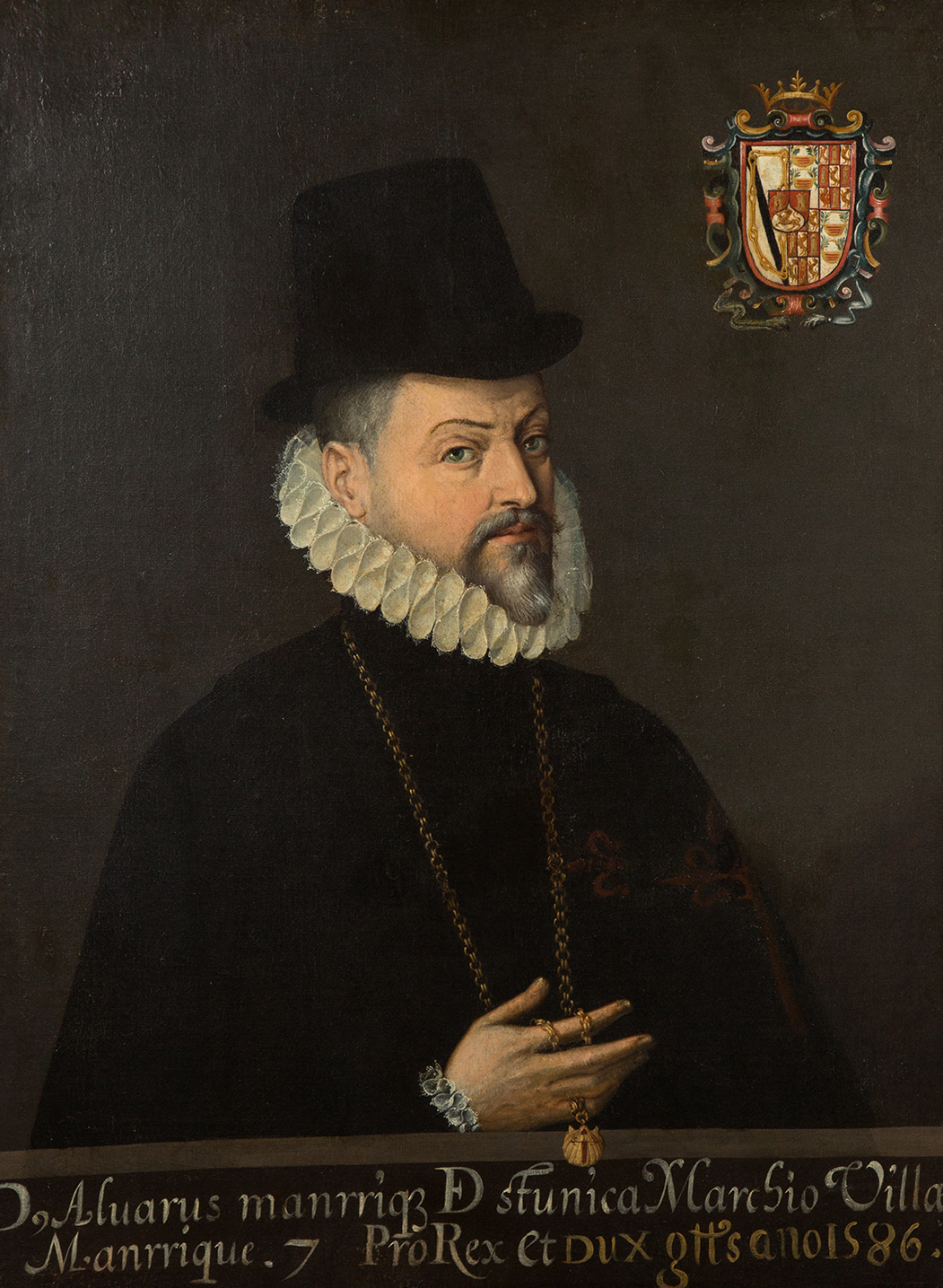
Альваро Манрике де Суньига и Гусман (ок. 1540—1604), 1-й маркиз де Вильяманрике

Маркиз де Вильяманрике — испанский дворянский титул. Он был создан 4 февраля 1575 года королем Испании Филиппом II для Альваро Манрике де Суньиги и Гусмана (ок. 1540—1604), 7-го вице-короля Новой Испании (1585—1590).
Название маркизата происходит от названия муниципалитета Вильяманрике-де-ла-Кондеса, провинция Севилья, автономное сообщество Андалусия.

## Маркизы де Вильяманрике

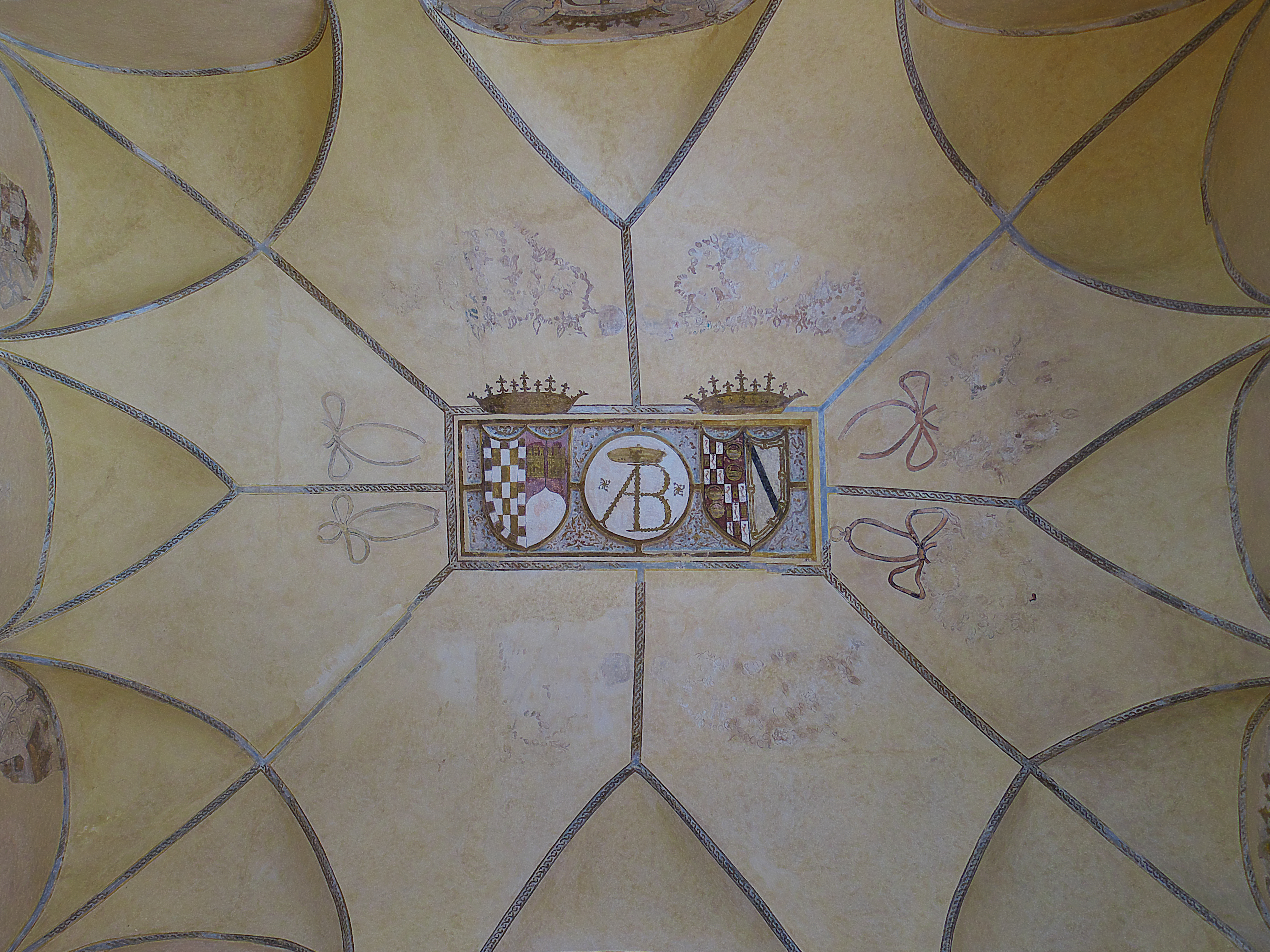
Паласио Альтамира в Севилье, принадлежавший маркизам де Вильяманрике

- Альваро Манрике де Суньига и Гусман (ок. 1540 — 3 марта 1604), 1-й маркиз де Вильяманрике. Пятый сын Терезы Лопес де Суньиги и Манрике де Кастро (ок. 1500—1565), 3-й герцогини де Бехар, 3-й герцогини де Пласенсия, 2-й маркизы де Аямонте, 2-й маркизы де Хибралеон и 4-й графини де Баньярес, и Франсиско Алонсо де Суньиги и Сотомайора (ок. 1498—1544), 4-й графа де Белалькасар и 4-го виконта де ла Пуэбла-де-Алькосер.
  - Супруга — Бланка де Веласко и Энрикес де Альманса, дочь Диего де Суньиги и Веласко, 4-го графа де Ньева, вице-короля Перу, и Марии Энрикес де Альманса. Ему наследовал его старший сын:

- Франсиско де Гусман и Суньига (? — ?), 2-й маркиз де Вильяманрике.
  - Супруга — Беатрис де Веласко Суньига и Арельяно, дочь Антонио де Суньиги и Веласко, 5-го графа де Ньева, и Каталины де Арельяно. Ему наследовала их дочь:

- Луиза Хосефа Манрике де Суньига (? — 14 января 1680), 3-я маркиза де Вильяманрике.
  - Супруг — Мельчор де Гусман и Сандоваль (? — 1639), сын Хуана Мануэля Переса де Гусмана, 8-го герцога де Медина-Сидония, и Хуаны де Сандоваль. Ей наследовал их старший сын:

- Мануэль Луис де Гусман и Манрике де Суньига (? — ?), 4-я маркиз де Вильяманрике, 7-й маркиз де Аямонте.
  - Супруга — Анна Давила и Осорио (? — 1692), 11-я маркиза де Асторга и 5-я маркиза де Велада, дочь Антонио Санчо Давилы и де Толедо де Велады, 1-го маркиза де Сан-Роман, и Констансы Осорио. Ему наследовал их сын:

- Мельчор де Гусман Осорио Давила Манрике де Суньига (? — 15 апреля 1710), 5-й маркиз де Вильяманрике, 12-й маркиз де Асторга, 13-й граф де Трастамара.
  - Супруга — Анна Антония Базилия де ла Серда и Арагон (1662—1679), дочь Хуана Франсиско де ла Серды Энрикеса де Риберы, 8-го герцога де Мединасели, и Каталины Антонии де Арагон и Сандоваль, 9-й герцогини де Сегорбе.
  - Супруга — Мария Анна Фернандес де Кордова (1660—1711), дочь Луиса Фернандеса де Кордовы и Энрикеса де Риберы, 4-го герцога де Ферия, и Марианны Фернандес де Кордовы Кардоны и Арагон. Ему наследовала его дочь от второго брака:

- Анна Николаса де Гусман Осорио Давила и Манрике де Суньига (? — 1762), 6-я маркиза де Вильяманрике, 15-я графиня де Ньева, 7-я маркиза де Велада.
  - Супруг — Антонио Гаспар де Москосо Осорио и Арагон (1685—1725), 9-й граф де Альтамира, сын Луиса де Москосо Осорио Месии де Гусмана Мендосы и Рохаса, 8-го графа де Альтамира, и Марии Анхелы де Арагон и Бенавидес. Ей наследовал их старший сын:

- Вентура Антонио Осорио де Москосо и Гусман Давила и Арагон (1707 — 29 марта 1746), 7-й маркиз де Вильяманрике, 4-й герцог де Атриско, 4-й герцог де Медина-де-лас-Торрес.
  - Супруга — Буэнавентура Франсиска Фернандес де Кордова и де Арагон (1712—1768), 11-я герцогиня де Сесса, дочь Франсиско Хавьера де Кордовы и Арагона, 13-го графа де Кабры, и Терезы Фернандес де Кордовы.

- Вентура Осорио де Москосо и Фернандес де Кордова (1731 — 7 января 1776), 8-й маркиз де Вильяманрике, 15-й маркиз де Асторга, 16-й граф де Кабра, 12-й герцог де Сесса, 10-й герцог де Баэна, 5-й герцог де Атриско, 14-й виконт де Иснахар.
  - Супруга — Мария де ла Консепсьон де Гусман и Фернандес де Кордова (1730—1776), дочь Хосе Марии Диего де Гусмана Велеса де Ладрона де Гевары, 12-го графа де Оньяте, 6-го маркиза де Монтеалегре, и Марии Феличи Фернандес де Кордовы Эспинолы и де ла Серды. Ему наследовал их сын:

- Висенте Хоакин Осорио де Москосо и Гусман  (17 января 1756 — 26 августа 1816), 9-й маркиз де Вильяманрике, 16-й маркиз де Асторга, 17-й граф де Кабра, 13-й герцог де Сесса, 11-й герцог де Баэна, 12-й маркиз де Аямонте, 15-й виконт де Иснахар.
  - Супруга — Мария Игнасия Альварес де Толедо и Гонзага Караччоло (1757—1795), дочь Антонио Марии Хосе Альвареса де Толедо и Переса де Гусмана, 10-го маркиза де Вильяфранка и де лос Велес, и Марии Антонии Доротеи Синфоросы Гонзага и Караччоло.
  - Супруга — Мария Магдалена Фернандес де Кордова и Понсе де Леон (1780—1830), дочь Хоакина Фернандеса де Кордовы и Осеса и Бригиды Магдалены Понсе де Леон и Давилы. Ему наследовал его сын от первого брака:

- Висенте Изабель Осорио де Москосо и Альварес де Толедо (19 ноября 1778 — 31 августа 1837), 10-й маркиз де Вильяманрике, 14-й герцог де Сесса, 13-й граф де Альтамира, 13-й герцог де Сома, 12-й герцог де Баэна, 7-й герцог де Атриско, 16-й виконт де Иснахар.
  - Супруга — Кармен Понсе де Леон и Карвахаль Ланкастр (1780—1813), герцогиня де Монтемар, дочь Антонио Марии Понсе де Леон Давилы и Каррильо де Альборнос, 4-го герцога де Монтемар, и Марии Луизы Карвахаль и Гонзага. Ему наследовал их сын:

- Висенте Пио Осорио де Москосо и Понсе де Леон (22 июля 1801 — 22 февраля 1864), 11-й маркиз де Вильяманрике, 15-й граф де Альтамира, 15-й герцог де Сесса, 14-й герцог де Сома, 13-й герцог де Баэна, 17-й виконт де Иснахар.
  - Супруга — Мария Луиза де Карвахаль и де Керальт (1804—1843), дочь Хосе Мигеля де Карвахаля Варгаса и Манрике де Лара, 2-го герцога де Сан-Карлос, вице-короля Наварры, и Марии Эулалии де Керальт и Сильвы.

- Мариано Руис де Арана и Осорио де Москосо (7 декабря 1861 — 9 января 1953), 12-й маркиз де Вильяманрике, 15-й герцог де Баэна. Сын Хосе Марии Руиса де Араны и Сааведры (1826—1891), герцога де Кастель-Сангро, и Марии Розалии Осорио де Москосо и Карвахаль (1840—1918), 14-й герцогини де Баэна, внук по материнской линии Писенте Пио де Москосо и Понсе де Леона.
  - Супруга — Мариано Бауэр Морпурго (1869 — ?), дочь Игнасио Саломона Бауэра и Иды Морпурго. Ему наследовала их дочь:

- Мария де ла Консепсьон Руис де Арана и Бауэр (род. 20 ноября 1891), 13-я маркиза де Вильяманрике. Её сменил её младший брат:

- Хосе Мария Руис де Арана и Бауэр (22 октября 1893 — 27 декабря 1985), 14-й маркиз де Вильяманрике, 16-й герцог де Баэна.

- Хосе Мария Руис де Арана и Монтальво (27 апреля 1933 — 30 апреля 2004), 15-й маркиз де Вильяманрике, 17-й герцог де Баэна, 17-й герцог де Санлукар-ла-Майор, 5-й маркиз де Бренес, 14-й маркиз де Кастромонте, 11-й граф де Севилья-ла-Нуэва, 5-й виконт де Мамблас.
  - Супруга — Мария Тереза Мароне-Чинзано и Бурбон (род. 1945), дочь графа Энрико Эухенио Антонио Мароне-Чинзано и инфанты Марии Кристины де Бурбон и Баттенберг, дочери короля Испании Альфонсо XIII. Ему наследовала их дочь:

- Изабель Альфонса Руис де Арана и Мароне (род. 17 мая 1970), 16-я маркиза де Вильяманрике.